# Stephansposching
Stephansposching es un municipio situado en el distrito de Deggendorf, en el estado federado de Baviera (Alemania), con una población a finales de 2016 de unos 3186 habitantes.
Se encuentra ubicado al este del estado, en la región de Baja Baviera, cerca de la frontera con Austria y República Checa, de la orilla del río Danubio.